# Òlbia (Sardenya)
Òlbia (antigament en català: Terranova, en sard Terranoa, en gal·lurès Tarranóa, en italià Olbia) és una ciutat de Sardenya de la província de Sàsser. Forma part de la regió de Gal·lura. Limita amb els municipis d'Alà dei Sardi, Arzachena, Golfo Aranci, Loiri Porto San Paolo, Monti, Padru, Sant'Antonio di Gallura i Telti.
És a la costa nord-est. El comú té una superfície de 376 km² i més de 50.000 habitants. Anteriorment havia portat el nom de Terranova, denominació que després va quedar limitada al golf.

## Administració
| Període | Identitat                         | Partit       |
| ------- | --------------------------------- | ------------ |
| 2005-   | Giovanni Maria Enrico Giovannelli | Forza Italia |

## Història
Òlbia (en grec antic Ὀλβία) era una ciutat que segons Pausànias va ser una colònia grega de les més antigues, ja que va ser fundada pels tespíades, els descendents de Tespi, dirigits per Iolau, el company d'Hèracles. El cert és que res se sap de la ciutat fins a la conquesta romana; sota domini romà era una de les principals ciutats de l'illa i per la seva proximitat amb Itàlia el seu port era el més utilitzat.
A la Primera Guerra Púnica va ser teatre d'un combat entre el cònsol romà Luci Corneli Escipió i la flota cartaginesa que s'havia refugiat al seu port, en la que el romà va obtenir la victòria i va ocupar la ciutat (259 aC), segons Joan Zonaràs. A la Segona Guerra Púnica els cartaginesos la van assolar, diu Titus Livi. Claudi Ptolemeu distingeix entre la ciutat i el port d'Òlbia(Ὀλβιανὸς λιμήν), probablement referint-se a tota la badia.
Sota l'Imperi el nom es va deformar a Ulbia. A l'edat mitjana se la coneixia com a Civita, i esdevingué capital de Jutjat de Gallura, i quan el jutjat caigué sota la dominació dels pisans, aquests la van anomenar Terranova. Durant la dominació catalana de Sardenya era el feu de diverses famílies, entre elles els catalans Borges.

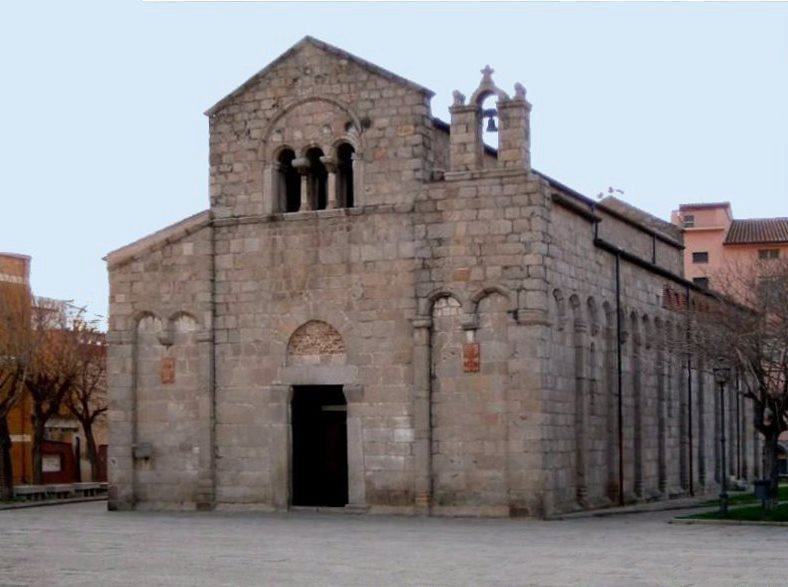
Catedral romànica de San Simplicio, dels segles XI-XII, amb planta basilical i tres naus

## Monuments i llocs d'interès
- Catedral romànica
- Església de Sant Pau Apòstol
- Museu Nacional d'Arqueologia
- Castell de Pedres
- Aqüeducte romà[4]